# 西四辻公堯

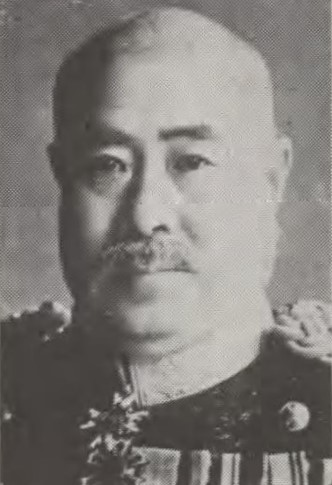
西四辻公堯

西四辻 公堯（公尭、にしよつつじ きみたか / きんたか、1878年（明治11年）8月9日 - 1943年（昭和18年）1月14日）は、明治後期から昭和前期の陸軍軍人、華族。最終階級は陸軍少将。貴族院子爵議員。旧姓・小倉、旧名・祐三郎。

## 経歴
侍従・小倉長季の三男として生まれ、西四辻公照の養子となる。養父の死去に伴い家督を相続し、1910年（明治43年）5月3日、子爵を襲爵した。1914年（大正3年）1月30日、公堯と改名。
1899年（明治32年）11月21日、陸軍士官学校（11期）を卒業。1900年（明治33年）6月22日、陸軍歩兵少尉に任官。以後、歩兵第9連隊補充大隊副官、後備歩兵第4旅団副官、歩兵第6連隊中隊長、歩兵第1連隊中隊長、後備歩兵第38連隊中隊長、本郷連隊区司令部員、歩兵第60連隊大隊長、歩兵第76連隊大隊長、朝鮮軍司令部附などを歴任。1929年（昭和4年）8月1日、陸軍少将に進み待命となり、同月31日、予備役に編入された。
1932年（昭和7年）7月10日、貴族院子爵議員に当選し、研究会に所属して活動し1941年（昭和16年）12月1日に辞職した。

## 栄典
- 1929年（昭和4年）9月30日 - 従三位[15]

## 親族
- 長男 西四辻公利（子爵、陸軍歩兵大尉）[1]
- 二男 冷泉為任（旧名・西四辻公順、伯爵・冷泉為系養子）
- 三男 西四辻公敬（実業家）
- 兄 小倉英季（貴族院子爵議員）[16]
- 孫 川本三郎